# Jeff Dunham
Jeff Dunham (født 18. april 1962 i Dallas, Texas) er en amerikansk stand-up-komiker og bugtaler. Han er kendt for at være manden bag et utal af kendte dukker, bl.a. vietnamveteranen Walter, den døde terrorist Achmed, superhelten Melvin, José Jalapeno on a Stick, Bubba J og Peanut. Han har en særlig tilknytning til tv-kanalen Comedy Central, hvor han har optrådt i oneman-showene Arguing with Myself, Spark of Insanity, Jeff Dunham's Very Special Christmas Special, han var vært i The Jeff Dunham Show.
Og i 2011 var han på turné i Europa med sit oneman-show Identity Crisis Tour. Den 13. april nåede showet til Forum i København.
I 2012 udkom hans seneste show Jeff Dunham: Minding Monsters.
I 2008 blev han skilt fra sin kone gennem 18 år, Paige Dunham, som han har 3 døtre med.
I midten af 2009 var Dunham i et forhold med kollega Audrey Murdick, en certificeret ernæringsforsker, personlig træner og konkurrence bodybuilder, og den 25. december 2011 blev de forlovet. Den 13. oktober 2012 blev de gift.

## Shows i Danmark
- Spark of Insanity Tour
  - 11. april 2009:i Forum i København
- Identity Crisis Tour:
  - 13. april 2011 i Forum i København.
- Disorderly Conduct Tour:
  - 15. september 2013 i Falkonersalen i København
- Passive Aggressive Tour
  - 16. maj 2018 i Valbyhallen i København